# Расна сегрегација у Сједињеним Америчким Државама
Расна сегрегација у Сједињеним Америчким Државама је термин који се генерално односи на расну сегрегацију у објектима и услугама као што су становање, здравствена заштита, образовање, запослење и транспорт. Посебно је значајна расна сегрегација у Сједињеним Државама, која је представљала законски и/или друштвено наметнуто одвајање Афроамериканаца од белаца, као и одвајање других етничких мањина од већинских и главних друштвених заједница. Иако се углавном односи на физичку сегрегацију и обезбеђивање одвојених установа, овај термин такође може обухватати и друге облике раздвајања, као што су забране мешовитих бракова (спровођена законима против мешовитих бракова) и подела улога у оквиру институција. Оружане снаге САД званично су биле сегрегиране све до 1948. године, при чему су црначке јединице биле одвојене од белачких, али су их и даље углавном предводили бели официри.
У случају Дреда Скота из 1857. године (Dred Scott v. Sandford), Врховни суд Сједињених Америчких Држава је пресудио да црнци нису и никада не могу бити држављани САД, те да се Устав Сједињених Држава и грађанска права не односе на њих. Конгрес је 1875. године донео Закон о грађанским правима, али га је Врховни суд Сједињених Држава поништио 1883. године. Врховни суд је 1896. године у случају Plessy v. Ferguson потврдио уставност сегрегације, под условом да су обезбеђени „одвојени, али једнаки“ услови, што је ретко било испуњено. Ова доктрина је у јавним школама једногласно поништена у случају Brown v. Board of Education (1954). У наредним годинама, суд је у неколико пресудних случајева додатно забранио расну сегрегацију, укључујући случај Heart of Atlanta Motel, Inc. v. United States (1964), који је помогао у окончању закона Џима Кроуа.
Сегрегација је била спровођена широм Сједињених Америчких Држава током већег дела њене историје. Расна сегрегација постоји у два облика: de jure и de facto. De jure сегрегација је подразумевала законско раздвајање раса и била је наметнута од стране појединих америчких држава кроз законе о робовима пре Грађанског рата, као и кроз Закон о црнцима и законе Џима Кроуа након рата, углавном на Југу Сједињених Држава. Овај облик сегрегације забрањен је Законом о грађанским правима из 1964, Законом о праву гласа из 1965. и Законом о поштеном становању из 1968. године.
С друге стране, de facto сегрегација, односно сегрегација „у пракси“, постоји без законске подршке. Она и данас опстаје у областима као што су стамбена и школска сегрегација, као резултат савременог понашања и историјског наслеђа de jure сегрегације.

## Antebellumера
Школе су у Сједињеним Америчким Државама биле сегрегисане, а образовне могућности за Афроамериканце биле су знатно ограничене. Покушаји оснивања школа за њих често су наилазили на насилно противљење јавности. Америчка влада је такође оснивала интернате за домородачке народе (Indian boarding schools), у које су слати староседеоци.
Афричка слободна школа (African Free School) основана је у Њујорку у 18. веку. Током периода ропства у Сједињеним Државама, приступ образовању био је веома ограничен за поробљене особе. У деценијама које су претходиле Грађанском рату, Ричард Хамфрис, Самјуел Пауерс Емлен Млађи и Пруденс Крендал основали су школе намењене афроамеричком становништву.
Године 1832, Пруденс Крендал је примио афроамеричку девојчицу у своју школу Canterbury Female Boarding School, која је до тада била намењена само белкињама у Кентерберију, Конектикат. Овај поступак изазвао је жестоку реакцију јавности и протесте. Након тога, Крендал је школу претворио у образовну установу искључиво за афроамеричке девојчице, али је због тога ухапшен, јер је прекршио Закон о црнцима.
Године 1835, антиаболиционистичка руља напала је и уништила Noyes Academy, интегрисану школу у Кејнану, Њу Хемпшир, коју су основали аболиционисти из Нове Енглеске. У случају Roberts v. City of Boston (1849), Врховни суд Масачусетса пресудио је да су сегрегисане школе дозвољене према Уставу Масачусетса.
Институција Емлен била је интернатска школа за афроамеричке и домородачке сирочади у Охају, а касније у Пенсилванији. Ричард Хамфрис је оставио новац за оснивање Institute for Colored Youth у Филаделфији.
Оснивач Правног факултета Јејла, судија и градоначелник Њу Хејвена, Дејвид Дагет, био је водећа фигура у борби против школа за афроамеричке ученике и помогао је у блокирању планова за оснивање колеџа за афроамериканце у Њу Хејвену, Конектикат.

## Грађанска права после грађанског рата
Неке верске групе и филантропи су оснивали школе за афроамеричке ученике. Оберлин академија била је једна од првих школа која је прихватила ученике различитих раса, док је Средња школа Ловел такође примала афроамеричке ученике.
Калифорнија је донела закон којим је забрањено да „црнци, Монголи и Индијанци” похађају јавне школе. Мањинске заједнице су морале да броје најмање десет чланова да би могле да затраже отварање засебне школе, у супротном, биле су ускраћене за јавно образовање. Надзорник државних школа, Ендру Молдер, изјавио је: „Велика већина наших грађана неће прихватити да се у пуној равноправности мешају са овим инфериорним расама, нити ће пристати да њихова деца то чине.“
У Колораду су стамбена и школска сегрегација трајале све до 1960-их.
Године 1867, Портланд, Орегон, спречио је афроамеричког ученика да похађа јавну основну школу и уместо тога основао засебну сегрегисану школу након што је ученик тужио град. Јавне школе у Портланду интегрисане су 1872. године.

## Реконструкција
Конгрес Сједињених Америчких Држава је усвојио Реконструкционе акте 1867. године, ратификовао Петнаести амандман на Устав Сједињених Држава 1870. године, чиме је афроамериканцима додељено право гласа, и донео Закон о грађанским правима 1875. године, који је забрањивао расну сегрегацију у јавним смештајима. Савезна окупација Југа омогућила је многим црнцима да гласају и бирају своје политичке лидере. Реконструкциони амандмани су потврдили надмоћ националне државе и формалну једнакост свих грађана пред законом. Међутим, они нису забрањивали сегрегацију у школама.
Када су републиканци дошли на власт у јужним државама након 1867. године, створили су први систем јавних школа финансираних из пореских прихода. Јужни афроамериканци су желели јавне школе за своју децу, али нису захтевали расно интегрисане школе. Скоро све нове јавне школе биле су сегрегисане, осим неколико у Њу Орлеансу. Након што су републиканци изгубили власт средином 1870-их, јужњачки демократе су задржале јавне школске системе, али су драстично смањиле њихово финансирање.
Скоро све приватне академије и колеџи на Југу били су строго сегрегисани по расној основи. Америчка мисионарска асоцијација подржала је оснивање неколико историјски црначких колеџа, укључујући Универзитет Фиск и Универзитет Шо. У том периоду, мали број северних колеџа прихватао је црначке студенте. Северне верске деноминације и посебно њихове мисионарске асоцијације основале су приватне школе широм Југа како би пружиле средњошколско образовање. Те школе су такође нудиле ограничен број колегијалних курсева. Школарина је била минимална, па су цркве финансијски подржавале колеџе и субвенционисале плате појединих наставника.
До 1900. године, цркве, углавном са седиштем на Северу, управљале су са 247 школа за црнце широм Југа, са годишњим буџетом од око 1 милион долара. У тим школама било је запослено 1600 наставника и образовано 46.000 ученика. Међу истакнутим школама биле су Универзитет Хауард, приватна институција са федералном повељом, са седиштем у Вашингтону, Универзитет Фиск у Нешвилу, Универзитет у Атланти, Институт Хамптон у Вирџинији и други.
До раних 1870-их, Север је изгубио интересовање за даље напоре реконструкције, а када су федералне трупе повучене 1877. године, Републиканска странка на Југу се расцепкала и изгубила подршку. Ово је омогућило конзервативцима, који су себе називали „Искупитељима“ (Redeemers), да преузму контролу над свим јужњачким државама. Сегрегација позната као „Џим Кроу“ започела је нешто касније, током 1880-их.
Дисфраншизирање црначког становништва започело је 1890-их. Иако је Републиканска странка заступала права Афроамериканаца током грађанског рата и била платформа за њихов политички утицај током Реконструкције, уследио је одговор белих републиканаца који је довео до појаве покрета „Лили Вајт“ (Lily-White Movement). Циљ овог покрета био је уклањање Афроамериканаца са лидерских позиција у странци и изазивање немира како би се поделио партијски корпус, што је у крајњем исходу довело до елиминације црначког утицаја у политици.
До 1910. године, сегрегација је била чврсто успостављена широм Југа и већег дела пограничних региона. Само је мали број црначких лидера задржао право гласа у државама Дубоког Југа.

### Ера Џима Кроуа
Легитимност закона који су захтевали сегрегацију Афроамериканаца потврђена је одлуком Врховног суда Сједињених Америчких Држава у случају Plessy v. Ferguson (1896). Врховни суд је подржао уставност закона државе Луизијане, који је захтевао од железничких компанија да обезбеде „одвојене, али једнаке“ услуге за беле и црне путнике и забранио особама различитих раса да користе вагоне који нису намењени њиховој расној групи.
Одлука у случају Plessy v. Ferguson омогућила је широку примену сегрегације, која је постала стандард у јужним државама Сједињених Држава и довела до институционализације Џим Кроу ере. Према принципу „одвојено, али једнако“, свима су требале бити доступне исте јавне услуге (школе, болнице, затвори итд.), али у одвојеним објектима. У пракси, услуге и установе намењене Афроамериканцима биле су знатно лошијег квалитета од оних намењених белцима, а често нису ни постојале. На пример, већина афроамеричких школа добијала је далеко мање јавних средстава по ученику, у односу на школе за белце. У северним државама закон није налагао сегрегацију, али је постојала de facto сегрегација, па су црначки ученици похађали школе у којима су већина ђака били Афроамериканци. У јужним државама, белачке школе имале су искључиво беле ученике и наставнике, док су у црначким школама подучавали искључиво црни наставници.
Председник Вудро Вилсон, јужњачки демократа, 1913. године дозволио је шефовима појединих владиних одељења да наметну сегрегацију у федералним радним просторима.
Нека предузећа јавног превоза, попут компанија које су управљале трамвајима, нису добровољно прихватила сегрегацију, па је влади требало 15 година да их примора на то.
Врховни суд је у најмање шест случајева током скоро 60 година или експлицитно или имплицитно потврдио принцип „одвојено, али једнако“ из случаја Plessy v. Ferguson. Ипак, у каснијим годинама, суд је све више разматрао да ли су одвојени објекти заиста били једнаки. Укидање закона о сегрегацији било је један од главних циљева покрета за грађанска права. У пресуди Brown v. Board of Education, Врховни суд је прогласио сегрегацију у јавном школству неуставном. Закон о грађанским правима из 1964. године поништио је све државне и локалне законе који су захтевали сегрегацију. Примену новог закона пратио је спор процес, а за његово спровођење било је потребно више година и бројне судске пресуде на нижим нивоима.
У деловима Сједињених Америчких Држава, посебно на Југу, коришћени су натписи како би се назначило где Афроамериканци смеју легално да ходају, разговарају, пију, одмарају се или једу.

### Њу дил ера
Доношењем Националног закона о стамбеном збрињавању из 1934. године, влада Сједињених Америчких Држава почела је да нуди нискокаматне стамбене кредите породицама, преко Федералне стамбене управе.
Међутим, црначке породице су експлицитно биле ускраћене за ове зајмове. Иако су технички имале право на њих, у пракси им нису биле доступне. Разлог за то лежао је у томе што је подобност за кредите под државним покровитељством била углавном одређена Redlining мапама.
Сваки крај са „нехармоничним расним групама“ био би обележен црвеном или жутом бојом, у зависности од удела црначког становништва. Ово је било експлицитно наведено у приручнику за процену хипотека Федералне стамбене управе, који је кориштен при изради мапа.
За пројекте изградње насеља постојали су слични захтеви. Савезна влада је захтевала да буду експлицитно сегрегисани како би добили федералну финансијску подршку. Осим тога, финансијска подршка савезне владе захтевала је и употребу расно рестриктивних клаузула, које су забрањивале белим власницима кућа да своје некретнине препродају црним купцима, што је црнцима у пракси онемогућавало улазак на тржиште некретнина.
Влада је подстицала беле породице да се преселе у предграђа тако што им је одобравала кредите, док су црнцима ови кредити били одбијани. Осим тога, многе већ успостављене афроамеричке заједнице биле су уништене због изградње међудржавних аутопутева кроз њихова насеља. Како би се изградили ови надвожњаци и аутопутеви, влада је срушила десетине хиљада породичних кућа. Будући да су ове некретнине произвољно проглашене „подручјима у пропадању“, породице су добијале симболичне надокнаде за своје домове и биле приморане да се преселе у федерално финансиране стамбене јединице, познате као „пројекти“. Да би се изградили ови станови, још више породичних кућа је срушено.
Њу дил из 1930-их у целини је био расно сегрегисан. Афроамерикаци су ретко радили заједно са белцима у Њу дил програмима. Највећи програм помоћи био је Works Progress Administration, који је радио у одвојеним јединицама, као и његов омладински огранак, National Youth Administration. Црнци су били ангажовани као надзорници у северним државама. Међутим, од 10.000 надзорника на југу, само 11 су били црнци. Историчар Ентони Бејџер истиче да су „Њу дил програми на југу рутински дискриминисали црнце и одржавали сегрегацију“.
У првим недељама рада, логори Civilian Conservation Corps у северним државама били су интегрисани, али до јула 1935. године, готово свилогори у Сједињеним Државама постали су сегрегисани, а Афроамерикаци су били строго ограничени у својим надзорним улогама. Филип Клинкнер и Роџерс Смит тврде да „чак ни најистакнутији расни либерали у оквиру Њу дила нису смели да критикују Џим Кроу законе“.
Секретар унутрашњих послова Харолд Икес био је један од најистакнутијих присталица црначких права у Рузвелтовој администрацији и бивши председник чикашког огранка Националног удружења за напредак Обојених људи. Када га је 1937. године сенатор Џосаја Бејли, демократа из Северне Каролине, оптужио да покушава да укине законе о сегрегацији, Икес му је одговорио:
Мислим да је на државама да, ако је могуће, саме реше своје друштвене проблеме, и иако сам увек био заинтересован да црнци добију фер третман, никада нисам трошио своју снагу на рушење конкретног зида сегрегације. Верујем да ће тај зид пасти када црнци достигну висок образовни и економски статус... Штавише, иако на Северу не постоје закони о сегрегацији, сегрегација у пракси постоји и то треба признати.— Харолд Икес, 

Њу Дил је такође омогућио федералне бенефиције за црнце, што је довело до тога да су многи постали део Њу Дил коалиције, посебно у северним и западним градовима где су могли да гласају, након што су у великом броју напустили Југ током Велике миграције.
Под утицајем „Црног кабинета“ саветника и Покрета за марш на Вашингтон, непосредно пре уласка Америке у Други светски рат, председник Рузвелт је издао Извршну наредбу 8802, прву антидискриминациону уредбу на федералном нивоу, и основао Комитет за фер запошљавање.
Рузвелтов наследник, председник Хари Труман, основао је Председнички комитет за грађанска права и издао Извршну наредбу 9980 и Извршну наредбу 9981, којима је увео десегрегацију у федералној влади и оружаним снагама.

## Хиперсегрегација
У често цитираној студији из 1988. године, Даглас Мејси и Ненси Дентон анализирали су 20 постојећих мера сегрегације и свели их на пет димензија резиденцијалне сегрегације. Дадли Л. Постон и Мајкл Миклин истичу да су Мејси и Дентон „унели концептуалну јасноћу у теорију мерења сегрегације, идентификујући пет димензија“.
Афроамериканци се сматрају расно сегрегисаним јер се свих пет димензија сегрегације примењује на њих у унутрашњим градским подручјима широм Сједињених Америчких Држава. Ове димензије су равномерност, кластерисање, изложеност, централизација и концентрација.
Равномерност представља разлику између процента мањинске групе у одређеном делу града у односу на цео град. Изложеност означава вероватноћу да ће се припадници мањине и већине срести. Кластерисање подразумева окупљање различитих мањинских група у једном простору, што често доводи до стварања великих гета и „хипергетоизације“. Централизација мери тенденцију припадника мањинске групе да живе у централним деловима града, често се изражава као проценат мањинског становништва које живи у средишту урбане области у односу на периферне делове. Концентрација се односи на количину земљишта коју мањинска група заузима унутар одређеног града. Што је сегрегација већа, мањи је простор који мањинска група контролише.
Осамдесетих година 20. века дошло је до наглог пораста хиперсегрегације у афроамеричким насељима. Екстремна сегрегација Афроамериканаца довела је до тога да су црни и бели становници живели у потпуно различитим друштвима. Изолација афроамеричке заједнице била је очигледна у животним условима, понуди прехрамбених продавница, процесу пријављивања за посао итд.
Како је сегрегација обликовала различите начине живота за оне који живе у предграђима у односу на оне у јавним стамбеним комплексима, димензија концентрације у сегрегацији играла је кључну улогу. Концентрација је допринела порасту сиромаштва у црначким насељима тиме што је Афроамериканцима нудила скупље и мање повољне животне услове. Овај раст сиромаштва створио је значајан недостатак приликом запошљавања, што је довело до пада стопе бракова у афроамеричкој заједници, јер велики број мушкараца није био финансијски стабилан да издржава породицу.
Хиперсегрегација је одиграла кључну улогу у стварању изолованих заједница за Афроамериканце у Сједињеним Државама. Овај образац био је константан у продубљивању финансијске нестабилности афроамеричких становника, што је касније довело до погоршања других животних услова.
Образац хиперсегрегације започео је почетком 20. века. Афроамериканци који су се досељавали у велике градове најчешће су се настањивали у унутрашњим градским зонама како би пронашли послове у индустрији. Овај прилив нових афроамеричких становника довео је до масовног исељавања белаца у новоформирана предграђа, што је феномен познат као white flight („бели бег“).
Овај процес подржала је влада Сједињених Држава, јер су многе беле средњекласне породице прво живеле у сегрегисаним јавним стамбеним комплексима који су основани 1930-их. Држава је активно промовисала предграђа овим породицама, а субвенционисани кредити које је пружала били су често јефтинији од месечне кирије. Ове исте стамбене субвенције нису биле доступне Афроамериканцима у јавним становима, што је довело до пренасељености Афроамеричких насеља, док су белачки јавни станови остајали празни.
Како је индустрија почела да се сели из унутрашњих градских зона, афроамерички радници су губили послове који су их првобитно привукли у те области. Многи нису могли да напусте унутрашњи град и постајали су све сиромашнији. Овај процес довео је до формирања гета унутар градова, што је постало суштинска карактеристика хиперсегрегације.
Иако је Закон о грађанским правима из 1968. године забранио дискриминацију у стамбеним питањима, постојећи обрасци насељавања наставили су да одржавају хиперсегрегацију. Подаци из пописа становништва из 2000. године показују да је у 29 метрополитанских подручја постојала хиперсегрегација између црнаца и белаца. Два града, Лос Анђелес и Њујорк, имала су хиперсегрегацију између Хиспанаца и белаца. Ниједно метрополитанско подручје није показало хиперсегрегацију за Азијате или домородачке Американце.

## Расизам
Председник Вудро Вилсон уклонио је многе Афроамериканце са јавних функција. Није се противио сегрегационим праксама које су самостално спроводили руководиоци федералних служби, како наводи Брајан Џ. Кук у свом делу Democracy and Administration: Woodrow Wilson's Ideas and the Challenges of Public Management.
Бела и црна популација биле су одвојене у свакодневном животу. Морали су да једу одвојено, похађају различите школе, користе одвојене јавне тоалете, клупе у парковима, возове, аутобусе, па чак и различите чесме за воду. Продавнице и ресторани често су одбијали да служе припаднике различитих раса под истим кровом.
Јавна сегрегација повремено је била оспоравана од стране појединаца, али су такви покушаји ретко имали значајан утицај на грађанска права. Међутим, у децембру 1955. године у Монтгомерију, Алабама, Роза Паркс је одбила да препусти своје седиште белом путнику и премести се на крај аутобуса. Овај чин отпора изазвао је бојкот аутобуског превоза у Монтгомерију. Паркс је постала важан симбол савременог Покрета за грађанска права и међународна икона отпора расној сегрегацији.
Сегрегација је била распрострањена и у стамбеном простору. Државни устави (попут оног у Калифорнији) садржали су одредбе које су локалним властима давале право да регулишу где припадници одређених раса могу да живе.
Године 1917. Врховни суд Сједињених Држава је у случају Buchanan v. Warley пресудио да су градске одлуке о стамбеној сегрегацији неуставне. Као одговор на ову одлуку, белци су почели да користе рестриктивне уговоре, формалне клаузуле у купопродајним уговорима које су обавезивале беле власнике некретнина да не продају своје куће Афроамериканцима. Белци који би прекршили овај договор могли су бити тужени од стране својих „оштећених” суседа.
Међутим, у случају Shelley v. Kraemer из 1948. године, Врховни суд је пресудио да су ови уговори правно неизвршиви. Упркос томе, обрасци стамбене сегрегације већ су били дубоко укорењени у већини америчких градова. Они су често опстали до данас због последица белог егзодуса (white flight) и праксе redlining-a—банкарске дискриминације засноване на раси, која је црначким заједницама ускраћивала приступ повољним кредитима за куће.
У већини градова, једини начин на који су Афроамериканци могли да ублаже проблем пренасељености, који је настао услед све већих миграција, био је ширење стамбених граница у околне четврти које су претходно биле белачке. Овај процес често је изазивао узнемиравање и нападе од стране белих становника, чији је нетолерантни став био додатно појачан страхом да ће црначки суседи довести до пада вредности некретнина.
Поред тога, све веће присуство Афроамериканаца у градовима, како на Северу тако и на Југу, као и њихова конкуренција са белцима за становање, посао и политички утицај, довели су до низа расних немира.
Године 1898, у Вилмингтону, у Северној Каролини, бели грађани су се побунили због учешћа Афроамериканаца у локалној власти и због уредничког текста у једним црначким новинама који је оптуживао беле жене за промискуитет. Бес белаца је прерастао у масакр у којем су убили десетине Афроамериканаца. Након ових догађаја, беле супрематисте су збациле градску власт, протерале црне и беле званичнике и увеле мере којима су спречили Афроамериканце да гласају.
У Атланти 1906. године, новински извештаји о наводним нападима црнаца на беле жене изазвали су талас насиља у којем је убијено дванаест Афроамериканаца, а седамдесет их је повређено.
Године 1917. расне тензије у Источном Сент Луису, у држави Илиноис, додатно су ескалирале након прилива неквалификованих црначких радника који су радили као штрајкбрејкери. Гласине да се Афроамериканци наоружавају за напад на белце довеле су до тога да беле банде нападају Афроамеричке четврти.
Првог јула, Афроамериканци су узвратили ватру на аутомобил за који су веровали да је пуцао на њихове куће, али су грешком убили двојицу полицајаца. Следећег дана, избио је велики расни немир који је завршен тек након што је убијено девет белаца и тридесет девет Афроамериканаца, а преко триста зграда је уништено.
Закони против мешовитих бракова забрањивали су склапање бракова између белаца и небелаца. Први такав закон донела је Генерална скупштина Мериленда 1691. године, криминализујући мешовите бракове.
Током једне од својих чувених дебата са Стивеном А. Дагласом у Чарлстону, у држави Илиноис, 1858. године, Абрахам Линколн је изјавио: „Ја нисам, нити сам икада био за то да се црнцима да право гласа, да буду поротници, да заузимају јавне функције или да се венчавају са белцима“.
До касних 1800-их, чак 38 америчких држава имало је законе против мешовитих бракова. До 1924. године, забрана међурасних бракова и даље је била на снази у 29 држава.
Иако су међурасни бракови били легални у Калифорнији од 1948. године, глумац Семи Дејвис Млађи 1957. године суочио се са осудом због своје везе са белом глумицом Ким Новак.
Хари Кон, председник студија Columbia Pictures (са којим је Новак имала уговор), попустио је пред страхом да би расистички одговор јавности на њихову везу могао нашкодити студију. Како би се заштитио од могућих напада, Дејвис је 1958. године на кратко ступио у брак са црном плесачицом Лореј Вајт.
Током свадбене церемоније, под утицајем алкохола, очајно је рекао свом најбољем пријатељу Артуру Силберу Млађем: „Зашто ми не дају да живим свој живот?“ Брачни пар никада није живео заједно и започели су поступак развода већ у септембру 1958. године.
Када су 1963. године бившег председника Харија С. Трумана новинари питали да ли ће мешовити бракови постати уобичајени у Сједињеним Државама, он је одговорио: „Надам се да неће; ја у то не верујем“, а затим поставио питање које се често користило за оспоравање расне интеграције: „Да ли бисте желели да се ваша ћерка уда за црнца? Она неће волети некога ко није њене боје.“
Године 1958. полицајци у Вирџинији су упали у дом Ричарда и Милдред Лавинг и извукли их из кревета због тога што су живели заједно као међурасни пар. Према закону државе Вирџиније, „свака бела особа која ступи у брак са обојеном особом“, или обрнуто, „биће одговорна за кривично дело“ и суочиће се са казном затвора у трајању од пет година.
Године 1965, судија Леон Базил, који је водио њихов првобитни случај, бранио је своју пресуду следећим речима:
Свемогући Бог је створио расе, белу, црну, жуту, малезијску и црвену и сместио их на различите континенте. Без мешања у Његов поредак, не би било разлога за овакве бракове. Чињеница да је раздвојио расе показује да није имао намеру да се оне мешају.— судија Леон Базил, 
Ова пресуда је касније оборена у чувеном случају Loving v. Virginia 1967. године, када је Врховни суд Сједињених Држава једногласно одлучио да закони који забрањују мешовите бракове крше Четрнаести амандман америчког Устава.
Током Првог светског рата, Афроамериканци су служили у Оружаним снагама Сједињених Држава у одвојеним, сегрегираним јединицама. Једна од најистакнутијих јединица била је 369. пешадијски пук (раније 15. Национална гарда Њујорка), позната као Harlem Hellfighters („Харлемски паклени борци“). Ова јединица се истакла храброшћу у борбама на Западном фронту, а њени припадници су били међу најодликованијим америчким војницима у рату.
Током Другог светског рата, америчка војска је и даље била снажно сегрегирана. Армијски ваздухопловни корпус (претеча америчког ваздухопловства) и маринци у почетку нису имали Афроамериканце у својим редовима. Афроамериканци су служили у морнаричким јединицама Seabees. Пре рата, америчка војска имала је само пет афроамеричких официра. Ниједан афроамерички војник није добио Медаљу части током рата, а већина је била распоређена у неборбене јединице. У неким случајевима, црним војницима је било наређено да уступе своја места у возовима заробљеним немачким војницима.
Упркос сегрегацији, Други светски рат донео је неке важне помаке. Формирана је прва јединица афроамеричких војних пилота, Tuskegee Airmen, 99. ловачка ескадрила, а сегрегирани 183. инжењеријски борбени батаљон учествовао је у ослобађању преживелих из концентрационог логора Бухенвалд. Иако су обични војници и даље били подложни расној сегрегацији, у официрским школама (почев од 1942) црни и бели војници су заједно тренирали, што је представљало први формални експеримент америчке војске са интеграцијом.
Током Другог светског рата, 110.000 људи јапанског порекла, без обзира на држављанство, било је затворено у интернационалне логоре. Поред тога, стотине људи немачког и италијанског порекла такође су биле затворене. Ипак, док је програм интернирања Јапанаца у Америци обухватао све припаднике јапанске заједнице као потенцијалне непријатеље, већина Немаца и Италијана у Сједињеним Америчким Државама била је поштеђена такве дискриминације и чак им је било дозвољено да служе у америчкој војсци.
После Другог светског рата, растући притисак афроамеричких активиста и прогресивних политичара за окончање расне сегрегације у државним институцијама довео је до значајне промене. Дана 26. јула 1948. године, председник Хари С. Труман потписао је Извршну наредбу 9981, којом је формално окончана сегрегација у оружаним снагама Сједињених Држава.
Клуб који је био централни део Харлемске ренесансе 1920-их, Cotton Club у Харлему, Њујорк, био је искључиво за белце. Афроамериканци, попут Дјука Елингтона, могли су да наступају, али само пред белом публиком.
Прва добитница Оскара афроамеричког порекла, Хети Мекданијел, није смела да присуствује премијери филма Прохујало са вихором у Атланти због расне сегрегације. На 12. додели Оскара у Ambassador Hotel у Лос Анђелесу, морала је да седи за одвојеним столом уз зид сале, јер је хотел имао политику забране уласка црнцима, али је направљен изузетак само за њу. Њена последња жеља да буде сахрањена на Холивудском гробљу била је одбијена јер је то гробље било резервисано искључиво за белце.
Дана 11. септембра 1964. године, Џон Ленон је најавио да Битлси неће свирати пред сегрегираном публиком у Џексонвилу, Флорида. Након тога, званичници града су попустили и одустали од расне поделе на концерту. Уговор за концерт Битлса 1965. године у Cow Palace у Дејли Ситију, Калифорнија, садржавао је клаузулу која је налагала да бенд „не сме бити приморан да наступа пред сегрегираном публиком“.
Упркос свим законским променама које су се догодиле од 1940-их, а нарочито током 1960-их, Сједињене Америчке Државе и даље остају, у извесној мери, сегрегисано друштво. Обрасци насељавања, упис у школе, припадност црквама, могућности запошљавања и чак пријем на колеџе и даље одражавају значајну de facto сегрегацију. Заговорници афирмативне акције тврде да овакве разлике произилазе из расне дискриминације или из трајних последица некадашње дискриминације.
Gates v. Collier био је случај који је 1972. године решен на савезном суду и који је окончао trusty system и озлоглашено злостављање затвореника у злогласном затвору у Парчману, Мисисипи. Савезни судија Вилијам Киди утврдио је да Парчман Фарм крши савремене стандарде пристојности. Наредио је хитно укидање свих неуставних услова и пракси. Расна сегрегација затвореника је укинута, а такође је укинут и trusty system, који је омогућавао одређеним затвореницима да имају моћ и контролу над другима.
У новије време, расне разлике у саставу америчке затворске популације изазвале су забринутост да правосудни систем Сједињених Америчких Држава подстиче „нови апартхејд“.

### Научни расизам
Интелектуални корени случаја Plessy v. Ferguson, историјске одлуке Врховног суда Сједињених Држава, којом је подржана уставност расне сегрегације под доктрином „одвојено, али једнако“, делимично су били повезани са научним расизмом тог доба. Популарна подршка овој одлуци вероватно је произилазила из расистичких уверења које је у то време заступала већина белаца.
Касније је пресуда у случају Brown v. Board of Education одбацила тврдње научних расиста о потреби за сегрегацијом, посебно у школама. Након те одлуке, како академске, тако и популарне идеје научног расизма одиграле су важну улогу у нападима и отпору који су уследили као реакција на пресуду.
Часопис The Mankind Quarterly познат је по објављивању радова из области научног расизма. Основан је 1960. године, делимично као одговор на одлуку Врховног суда из 1954. године у случају Brown v. Board of Education, којом је наређена десегрегација школа у Сједињеним Државама. Многи сарадници, издавачи и чланови уредништва часописа заступају академски хередитаризам. Ова публикација је нашироко критикована због својих екстремистичких политичких ставова, антисемитске оријентације и подршке научном расизму.

### На Југу
Након завршетка Реконструкције и повлачења федералних трупа, што је уследило након Компромиса из 1877. године, демократске владе на Југу увеле су државне законе којима су раздвојене црначке и белачке расне групе, потчињавајући Афроамериканце de facto статусу грађана другог реда и учвршћујући белачку надмоћ. Ови закони су колективно били познати као систем Џим Кроу, по имену стереотипног лика из црначког минстрелског позоришта из 1830-их.
Понекад је, као што је случај са Уставом Флориде из 1885. године, сегрегација била прописана чак и самим државним уставима.
Расна сегрегација постала је закон у већини делова америчког Југа све до Покрета за грађанска права 1960-их. Ови закони, познати каоЏим Кроу закони, приморавали су на сегрегацију у јавним установама и услугама, забрањивали међурасне бракове и ускраћивали право гласа.
Последице су укључивале:
- Сегрегацију у јавним установама, као што су школе, хотели, барови, болнице, тоалети, паркови, па чак и телефонске говорнице, одвојене делове у библиотекама, биоскопима и ресторанима, при чему су често постојали засебни шалтери за продају карата и одвојени пултови за услугу.[76][77]
- Након Реконструкције, многе јужне државе усвојиле су Џим Кроу законе и следиле доктрину „одвојено, али једнако“, успостављену пресудом у случају Plessy v. Ferguson. У том систему, сегрегисане библиотеке постојале су у већини делова Југа. Један пример је библиотека East Henry Street Carnegie у Савани, Џорџија, коју су Афроамериканци изградили 1914. године уз помоћ фондације Карнеги. Пре усвајања Закона о грађанским правима 1964, стотине библиотека у Сједињеним Државама биле су расно сегрегисане. Ове библиотеке су често биле слабо финансиране, са мањим бројем књига и ограниченим услугама у поређењу са библиотекама за белце. Тек је у случају Brown v. Board of Education признато да „одвојено никада није једнако“ и да Афроамериканци нису добровољно прихватили сегрегацију.[78] Током Покрета за грађанска права, одржане су бројне демонстрације и sit-in протести. Девет студената Тугало колеџа ухапшено је када су тражили услугу у библиотеци у Мисисипију. Четворо локалних тинејџера, познатих као St. Helena Four, више пута је покушавало да користи регионалну библиотеку у Гринсбургу, Луизијана.[79] У таквим случајевима полиција је често била позивана, што је резултирало застрашивањем или хапшењем активиста. И након укидања доктрине „одвојено, али једнако“, неке државе наставиле су са сегрегацијом библиотека. Године 1964, Е. Ј. Џоузи, први Афроамериканац члан Америчког библиотекарског удружења, предложио је резолуцију која је спречила званичнике удружења да присуствују састанцима сегрегисаних државних огранака.[80] Ова резолуција довела је до интеграције библиотека у Џорџији, Мисисипију, Алабами и Луизијани у наредним годинама.
- Закони су забрањивали присуство Афроамериканаца на одређеним местима. На пример, 1939. године у Палм Бичу, Флорида, црнцима није било дозвољено да се налазе на улицама након мрака, осим ако је то захтевано њиховим запослењем.[81]
- Закони који су забрањивали мешовите бракове (miscegenation) били су на снази широм Југа, али и у многим северним државама, још од колонијалног доба. Током Реконструкције, ови закони су укинути у Арканзасу, Луизијани, Мисисипију, Флориди, Тексасу и Јужној Каролини, али су их Демократске власти, познате као Redeemers, поново увеле након повратка на власт. Врховни суд је 1883. године потврдио уставност ових закона, а тек је случај Loving v. Virginia 1967. године довео до њиховог укидања.[82]
- Право гласа Афроамериканаца систематски је било ограничено или ускраћено доношењем бирачких закона, као што су увођење пореза на гласање и тестова писмености. Биле су предвиђене рупе у закону, попут клаузуле о деди (grandfather clause) и клаузуле о разумевању (understanding clause), које су осигурале право гласа за белце који нису могли да плате порез или положe тест писмености. Афроамериканци нису могли да гласају на примарним изборима Демократске странке.[82] Тамо где су црнци ипак успевали да гласају у већем броју, њихови гласови су неутралисани систематским gerrymandering-ом изборних јединица.
- Теоријски, према доктрини „одвојено, али једнако”, одвојени објекти намењени Афроамериканцима требало је да буду истог квалитета као и они намењени белцима. У пракси, то је ретко био случај. На пример, у округу Мартин на Флориди, ученици школе Stuart Training School користили су половне уџбенике које су одбацили њихови белачки вршњаци из Средње школе Стјуарт. Такође су носили старе кошаркашке и фудбалске униформе. Ученици и њихови родитељи сами су изградили кошаркашки терен и тротоаре око школе, без икакве помоћи школског одбора. „Чак смо поставили инсталације за расвету дуж тротоара, али школски одбор никада није повезао струју.“[83]

### На Северу
Формална сегрегација била је присутна и на Северу. Поједине четврти биле су резервисане за Афроамериканце, док су им синдикати, посебно у грађевинским занатима, ускраћивали запослење. Афроамериканци који су током Велике сеобе након Првог светског рата мигрирали на Север нису били изложени истом степену репресије као на Југу, али су се и даље суочавали са расизмом и дискриминацијом, нарочито у погледу становања.
Иако су аболиционисти деловали у корист црначке заједнице, живот слободних Афроамериканаца далеко је био од идеалног због расизма на Северу. Већина је живела у расним енклавама у великим северним градовима, као што су Њујорк, Бостон, Филаделфија и Синсинати. Лоши животни услови доводили су до појаве болести и високе смртности. Истраживање спроведено у Филаделфији 1846. године показало је да су скоро све сиромашне Афроамеричке бебе умирале недуго по рођењу. Чак су и имућни Афроамериканци били спречени да се населе у белачким четвртима, јер су се белци плашили пада вредности некретнина.
Брз прилив Афроамериканаца током Велике сеобе нарушио је расну равнотежу у градовима на Северу и Западу, погоршавајући напетости између црнаца и белаца у тим регионима. Ограничења у уговорима о некретнинама и рестриктивни споразуми постали су кључни механизми за спровођење расне сегрегације у већини градова, а њихова примена постала је широко распрострањена 1920-их. Многи инвеститори и агенти за некретнине користили су ове споразуме како би „заштитили” читаве стамбене четврти, са циљем да задрже „белачке” комшилуке искључиво белачким. Деведесет посто стамбених пројеката изграђених након Другог светског рата било је расно ограничено оваквим уговорима. Градови познати по широкој употреби расних рестрикција у уговорима о некретнинама укључују Чикаго, Балтимор, Детроит, Милвоки, Лос Анђелес, Сијетл и Сент Луис.
Сисеро, Илиноис, био је један од многих sundown градова – места где су афроамериканци били приморани да напусте град пре сумрака како би избегли насиље или правне последице. Ови градови су били честа појава широм Сједињених Америчких Држава, посебно на Средњем западу и у западним државама, где је формално одсуство закона о сегрегацији било надокнађено неформалним, али ригидним расним нормама.
Године 1966, Мартин Лутер Кинг Млађи предводио је марш за расну једнакост у становању у Сисеру, што је изазвало насилне реакције белих становника. Овај протест био је део ширег покрета за грађанска права који је настојао да оконча дискриминацију у стамбеним насељима широм Сједињених Држава. Иако су формално били слободни грађани, северни Афроамериканци су и даље били подвргнути расним ограничењима која су диктирала где могу да живе, раде и школују се.
У таквим условима, црначке заједнице су наставиле да граде сопствене институције – цркве, школе и организације за самоодбрану, како би се супротставиле системском расизму и заштитиле своје чланове од дискриминације и насиља.
Упркос укидању ропства, афроамериканци су и даље били ограничени на најниже плаћене и најмање цењене послове, а могућности за економски напредак биле су озбиљно ограничене. Иако је на Југу сегрегација била институционализована кроз законе Џим Кроуа, на Северу је расна дискриминација у запошљавању функционисала кроз неформалне, али снажно укорењене друштвене баријере.
Говор Метјуа Андерсона из 1900. године указује на то да је расна сегрегација у свету рада на Северу била једнако рестриктивна, ако не и гора, него на Југу. Афроамериканци су били систематски искључивани из боље плаћених занимања, што је доводило до сталног сиромаштва и економске несигурности.
Тек у 1930-им годинама, са порастом утицаја Конгреса индустријских организација, једне од водећих синдикалних организација у Сједињеним Државама, афроамериканци су добили прилику за запошљавање у неким индустријама. Конгреса индустријских организација је прихватио расну интеграцију, што је омогућило многим црним радницима да коначно приступе боље плаћеним пословима. Међутим, и даље је постојала значајна дискриминација, а борба за једнаке економске прилике наставила се током целог 20. века.
Иако је школска сегрегација била најизраженија на Југу, она је постојала и у северним државама. У државама као што су Илиноис, Охајо, Пенсилванија и Њу Џерзи, поједини градови на југу ових држава спроводили су сегрегацију у школама, упркос томе што су је државни закони забрањивали. Индијана је била једна од ретких северних држава која је имала званичан закон који је налагао школску сегрегацију.
Током 1940-их, Национално удружење за напредак Обојених људи је поднело серију тужби које су довеле до постепеног укидања школске сегрегације у овим државама. Индијана је званично укинула свој закон о сегрегацији у школама 1949. године.
Поред образовања, најчешћи облик расне сегрегације у северним државама била је забрана мешовитих бракова, који су остали на снази у многим државама све до случаја Loving v. Virginia 1967. године.
Орегон је, међутим, отишао још даље од већине јужних држава, директно забрањујући Афроамериканцима да уопште улазе у државу или поседују имовину. Школска интеграција у Орегону није у потпуности спроведена све до 1970-их, а као резултат дугогодишњих расних политика, Афроамеричка популација у држави је и данас релативно мала – 2017. године износила је око 2% укупног становништва.

### На Аљасци
Расна сегрегација на Аљасци била је првенствено усмерена против домородачког становништва Аљаске. Године 1905, Нелсонов закон је успоставио одвојене образовне системе за белце и за домородачке народе Аљаске. Осим школа, сегрегација је била присутна и у јавним просторима као што су игралишта, базени и позоришта.
У борби против сегрегације, групе попут Alaska Native Brotherhood организовале су бојкоте места која су подржавала расну подељеност. Године 1941, активисткиња Елизабет Ператрович и њен супруг су се обратили гувернеру Аљаске, Ернесту Грунингу, наглашавајући да је сегрегација „веома неамеричка”. Грунинг је подржао доношење закона против дискриминације и залагао се за њихово усвајање.
Године 1944, Алберта Шенк извела је sit-in протест у делу позоришта у Ному који је био резервисан само за белце. Напори активиста уродили су плодом 1945. године, када је на Аљасци усвојен Alaska Equal Rights Act – први закон против дискриминације у Сједињеним Државама. Овај закон је забранио сегрегацију и уклонио знакове који су дискриминисали људе на основу расе.

### У спорту
Сегрегација у спорту у Сједињеним Америчким Државама такође је била значајан национални проблем. Године 1900, само четири године након што је Врховни суд донео одлуку о уставности доктрине „одвојени, али једнаки”, расна сегрегација је постала званична у коњским тркама, иако су многи афроамерички џокеји пре тога освајали Триплу круну и друге престижне трке.
Расна сегрегација била је распрострањена и у бициклистичким и аутомобилским тркама. Ипак, у атлетици је расна подела почела да слаби већ 1890. године, када су различити универзитети и колеџи у северним државама прихватили да интегришу своје атлетске тимове. Слично атлетици, фудбал је био спорт који је у раним данима сегрегације имао релативно низак степен расне поделе. Многи универзитети на северу дозвољавали су Афроамериканцима да играју у својим фудбалским тимовима.
У боксу је сегрегација такође била слабо примењивана. Године 1908, Џек Џонсон постао је први Афроамериканац који је освојио титулу светског шампиона у тешкој категорији. Међутим, његов приватни живот, посебно јавно признавање веза са белкињама, учинио га је непопуларним међу многим белцима широм света. Године 1937, када је Џо Луис победио немачког боксера Макса Шмелинга, америчка јавност је коначно прихватила Афроамериканца као светског шампиона у тешкој категорији.
Године 1904, Чарлс Фолис постао је први Афроамериканац који је играо за професионални фудбалски тим, Shelby Blues. Професионалне фудбалске лиге су у то време дозвољавале само ограничен број интегрисаних тимова. Међутим, 1933. године, НФЛ, који је до тада постао једина значајна фудбалска лига у Сједињеним Државама, потпуно је укинуо и ту ограничену интеграцију, уводећи пуну расну сегрегацију.
НФЛ-ова расна баријера коначно је срушена 1946. године, када су Los Angeles Rams потписали уговоре са Кенијем Вашингтоном и Вудијем Стродом, док су Cleveland Browns у своје редове довели Мериона Мотлија и Била Вилиса.
До 1930-их, кошарка је такође била погођена великом расном дискриминацијом. Афроамериканци и белци углавном су играли у одвојеним лигама и најчешће им није било дозвољено да учествују у међурасним утакмицама. Популарност афроамеричког тима Harlem Globetrotters променила је став јавности према присуству Афроамериканаца у кошарци. До краја 1930-их, многи универзитети и колеџи на северу омогућили су Афроамериканцима да играју у њиховим тимовима.
Године 1942, расна баријера у кошарци је званично уклоњена када су Бил Џонс и још тројица афроамеричких кошаркаша постали део тима Toledo Jim White Chevrolet у Националној кошаркашкој лиги (NBL), а пет играча Harlem Globetrotters-a придружило се Chicago Studebakers-има.
Године 1947, расна баријера у бејзболу је срушена када је Џеки Робинсон, бивши играч Negro league baseball-а, потписао уговор са Brooklyn Dodgers-има и имао пробојну сезону. Његов успех отворио је врата многим афроамеричким бејзбол играчима који су касније кренули његовим стопама.
До краја 1949. године, само 15 америчких држава више није имало важеће законе о сегрегацији, а само 18 држава је забранило сегрегацију у јавним установама. Од преосталих држава, 20 је и даље дозвољавало сегрегацију у школама, 14 је наставило да подржава расну сегрегацију у јавном превозу, а чак 30 је и даље имало законе који су забрањивали мешовите бракове.
Године 1948, National Association for Intercollegiate Basketball постала је прва национална организација која је омогућила афроамеричким студентима-спортистима да учествују у њиховом међууниверзитетском постсезонском такмичењу. Године 1953, постала је прва колеџ асоцијација која је у своје чланство примила историјски афроамеричке колеџе и универзитете.
Голф је био расно сегрегиран све до 1961. године. Professional Golfers Association of America је у свом правилнику имала члан који је ограничавао чланство само на припаднике „кавкаске расе”. Када су та расна ограничења укинута, афроамеричка United Golf Association Tour је престала са радом, јер су њени играчи коначно могли да се такмиче у PGA турнирима.
Јавни базени су били посебно спорна места у контексту сегрегације, јер су се у њима преплитали питања хигијене, друштвене класе и пола, стварајући окружење у којем је сегрегација била изузетно изражена. Како су се напори за десегрегацију базена интензивирали током 1940-их до краја 1960-их, многе локалне управе су одлучиле да привремено или трајно затворе своје објекте како би избегле управљање интегрисаним базенима.
Једна од последица овог феномена огледа се у јасној разлици у способности пливања међу припадницима различитих раса – белци су имали знатно већи приступ базенима и пливачким програмима у односу на особе друге боје коже. Ова неједнака доступност пливачких објеката допринела је развоју расистичког стереотипа да особе друге боје коже не знају да пливају из наводно физичких разлога, иако је главни узрок томе заправо институционална дискриминација.

## Савремено доба
Сегрегација константно опада у већини урбаних и метрополитанских подручја, иако постоје географске разлике. На пример, попис становништва у Сједињеним Државама 2000. године показао је да је стамбена сегрегација у просеку у опадању од 1980. године на Западу и Југу, али у мањој мери на Североистоку и Средњем западу.
Најизраженија сегрегација се и даље налази у градовима такозваног „Раст појаса” (Rust Belt), где је укупан број становника опао током последњих деценија. Иако су овакви обрасци широко распрострањени, промене у појединачним областима често су минималне. Тридесет година након ере грађанских права, Сједињене Државе су и даље биле друштво са значајном стамбеном сегрегацијом, где су црнци и белци често живели у потпуно различитим насељима.
Чланак у новинама The Guardian цитирао је истраживање са Универзитета Калифорније Беркли, које је показало да је „више од 80% великих америчких метрополитанских подручја било расно сегрегисаније 2019. него 1990. године”. Студија, коју је предводио Стивен Менендијан, открила је да се савремена расна сегрегација огледа у различитим аспектима, укључујући стамбене зоне и вредности некретнина, образовање и здравствену заштиту.
Redlining је пракса ускраћивања или повећања трошкова услуга као што су банкарство, осигурање, приступ пословима, здравственој заштити, па чак и супермаркетима, становницима одређених подручја, која су често расно одређена.
Најразорнији облик redlining-а, и најчешће значење овог термина, односи се на дискриминацију у хипотекарним кредитима. Подаци о ценама некретнина и ставовима према интеграцији указују на то да је, током средине 20. века, сегрегација била резултат колективних акција белаца да искључе црнце из својих насеља.
Изградња аутопутева је у неким случајевима додатно поделила и изоловала црначке заједнице од робе и услуга, често унутар индустријских зона. На пример, систем међудржавних аутопутева у Бирмингему био је осмишљен да одржи расне границе утврђене градским законом о зонирању из 1926. године. Изградња аутопутева кроз црначка насеља довела је до значајног губитка становништва у тим областима и повећала стамбену расну сегрегацију.
Жеља појединих белаца да избегну интегрисане школе за своју децу била је један од фактора који су довели до white flight-a (масовног пресељења белаца у предграђа). Такође, овај тренд је утицао на оснивање бројних segregation academies—приватних школа које су технички доступне афроамеричким ученицима, али су им често неприступачне због високих школарина.
Недавне студије у Сан Франциску показале су да групе власника некретнина имају тенденцију да се само-сегрегирају, преферирајући окружење са људима истог образовног нивоа и расне припадности. До 1990. године, правне баријере које су спроводиле сегрегацију углавном су замењене индиректним факторима, као што је феномен где белци плаћају више од црнаца како би живели у претежно белачким областима.
Становничка и друштвена сегрегација у Сједињеним Државама ствара процес социјализације који ограничава шансе белаца да развију значајне односе са црнцима и другим мањинама. Ова врста сегрегације доводи до формирања изолованих начина живота и стварања позитивних представа о себи код белаца, док истовремено подстиче негативне ставове према црнцима.
Сегрегација погађа људе свих друштвених слојева. На пример, истраживање из 2000. године показало је да црнци средње класе који живе у предграђима имају знатно више белих комшија у поређењу са сиромашним црнцима у унутрашњости градова. Ипак, њихова насеља нису идентична онима у којима живе белци истог социоекономског статуса. Наиме, Афроамериканци средње класе често имају беле комшије који су мање имућни од њих. Иако су у том смислу мање сегрегирани у односу на сиромашније Афроамериканце, раса и даље снажно обликује њихове стамбене могућности.
Број хиперсегрегираних унутрашњих градских зона почео је да опада. Анализом података пописа становништва, истраживачи Рима Вилкс и Џон Ајсланд открили су да је девет метрополитанских подручја, која су 1990. године била хиперсегрегирана, изгубило тај статус до 2000. године. Само два нова града, Атланта и Мобил у Алабами, постала су хиперсегрегирана у истом временском периоду. Ови подаци указују на тренд веће интеграције широм Сједињених Америчких Држава.

### Стамбена сегрегација
Расна сегрегација је најизраженија у стамбеном сектору. Иако људи различитих раса у Сједињеним Државама могу заједно да раде, и даље је мало вероватно да ће живети у интегрисаним насељима. Овај образац варира само у степену зависно од метрополитанског подручја.
Стамбена сегрегација опстаје из више разлога. Један од њих је пракса „усмеравања” од стране агената за некретнине, где агенти праве претпоставке о томе где би клијент желео да живи на основу боје његове коже. Стамбена дискриминација такође може бити присутна када станодавци дају лажне информације о доступности станова зависно од расе подносиоца захтева или када постављају различите услове закупа, као што је захтевање већег сигурносног депозита од Афроамеричких породица у односу на беле породице.
Redlining је допринео очувању сегрегираних животних образаца у Сједињеним Државама, јер је дискриминација мотивисана предрасудама често повезана са расним саставом насеља у којем се тражи кредит и расом подносиоца захтева. Истраживања из 1998. године показала су да су кредитне институције различито третирале Афроамеричке подносиоце хипотека када су куповали куће у белачким насељима у поређењу са куповином у црначким насељима.
Ове дискриминаторне праксе су незаконите. Закон о фер становању из 1968. године (Fair Housing Act) забрањује дискриминацију у становању на основу расе, боје коже, националног порекла, религије, пола, породичног статуса или инвалидитета. Канцеларија за фер становање и једнаке могућности (Office of Fair Housing and Equal Opportunity) задужена је за спровођење и примену ових закона. Свако ко верује да је био жртва дискриминације у становању на основу расе може поднети жалбу.
Економска неједнакост је такође играла кључну улогу у одржавању стамбене сегрегације. Расне разлике у приходима утицале су на животне услове различитих заједница. На пример, према једном истраживању, медијални приход афроамеричких домаћинстава износио је само 62% прихода белачких домаћинстава ($27,910 у поређењу са $44,504). Афроамериканци су били систематски ограничени на сиромашније урбане средине, док су белци имали економску предност да се настане у богатијим насељима. Ове принудне мере допринеле су расту сиромаштва у црначким заједницама и продубљивању друштвене неједнакости.
Месеј и Дентон су предложили да је сегрегација основни узрок сиромаштва међу Афроамериканцима. Она је довела до формирања урбаних гета, који стварају „замке сиромаштва“ и спречавају Афроамериканце да се извуку из нижих друштвених слојева. Често се тврди да су ове заједнице институционализовале културу унутрашњих градова, која је негативно стигматизована и одржава економску ситуацију Афроамеричке популације.
Социолингвиста Вилијам Лабов сматра да трајна сегрегација подстиче коришћење афроамеричког енглеског, али истовремено доводи његове говорнике у неповољан положај. Иако је афроамерички енглески стигматизован, социолингвисти који га проучавају тврде да је то пуноправан дијалекат енглеског језика, са истом лингвистичком структуром као и било који други дијалекат.
Лингвиста Артур Спирс наглашава да говорење афроамеричког енглеског само по себи не представља образовни недостатак и да овај дијалекат постоји у различитим облицима, од уличног говора до стандарднијих форми енглеског.
Историјски гледано, стамбена сегрегација поделила је заједнице између црначких унутрашњих градова и белачких предграђа. Овај феномен је резултат „белог бекства” (white flight), где белци активно напуштају одређене четврти чим се повећа Афроамеричко присуство.
Ово није само географски проблем, већ доводи до ширих економских последица:
- Одлив новца – Како белци напуштају насеља, њихов капитал одлази са њима.
- Пораст сиромаштва – Недостатак инвестиција доводи до смањења прихода у тим заједницама.
- Повећање криминала – Са мање економских прилика, криминал често расте.
- Гашење бизниса – Пошто новац и купци нестају, предузећа се или затварају или премештају у богатије четврти.

Овај економски колапс води ка:
- Недостатку послова у сегрегираним четвртима, што даље продубљује економску неједнакост.
- Смањењу пореске базе, што директно утиче на финансирање образовања.
- Исходу у којем само најсиромашнији остају у тим заједницама, јер они који могу себи да приуште одлазак то и чине, што додатно смањује јавне приходе.

Због свега овога, предузећа избегавају отварање послова у оваквим четвртима, јер у њима постоји недостатак куповне моћи, али и велика стопа криминала. На крају, једини људи који остају су сиромашни Афроамериканци, са мало прилика за запослење и образовање.
Данас је велики број белаца спреман да плати вишу цену за живот у претежно белачком насељу. Ово резултира тиме да еквивалентни домови у белачким четвртима имају више цене рента и некретнина.
Овај механизам искључивања функционише кроз економске баријере:
- Повишење цена некретнина – Белци надмећу цене кућа, чиме постају неприступачне за многе црнце.
- Ограничен приступ кредитима – Финансијске институције историјски су црнцима давале мање повољне услове кредита, што их даље спречава да купе куће у бољим четвртима.
- Психолошке и друштвене препреке – Чак и ако имају финансијску способност, многи црнци могу бити неодлучни да уђу у белачке четврти због потенцијалне дискриминације или социјалне изолације.

Док неки социолози тврде да је ова врста стамбене сегрегације и даље присутна, користећи термине попут "хиперсегрегација" или чак „амерички апартхејд”, подаци америчког Завода за статистику указују да је укупна стамбена сегрегација у паду од 1980. године.
Међутим, студија из 2012. године показала је да су кредитна тржишта допринела расној сегрегацији:
- Хиспаноамериканци су уз помоћ кредита све више прелазили у четврти са мањим уделом црнаца.
- У међувремену, многи црнци су се селили у расно мешовите четврти.
- Крајњи ефекат био је да су кредитна тржишта заправо појачала расну сегрегацију.

До 2015. године, стамбена сегрегација у Сједињених Држава попримила је нове облике, при чему су црначка предграђа са већинским мањинама, попут Фергусона у Мисурију, заменили традиционални модел црначких унутрашњих градских четврти и белачких предграђа.
Истовремено, у градовима као што је Вашингтон, процес гентрификације довео је до развоја нових белачких четврти у историјски црначким деловима града.
Данас, сегрегација се не дешава кроз званичне законе, већ путем економских фактора:
- Више цене некретнина у белачким четвртима, што искључује црнце и мањине са нижим примањима.
- Ограничавање приступачног становања у одређеним областима, што додатно одржава расну сегрегацију.

Што се тиче степена сегрегације различитих етничких група:
- Најизраженија је код Афроамериканаца.
- Мање је изражена код Хиспаноамериканаца.
- Најслабија је код азијских Американаца.

### Комерцијална и индустријска сегрегација
Лила Амонс говори о процесу оснивања банака у власништву Афроамериканаца у периоду од 1880-их до 1990-их година као начину суочавања са дискриминаторним праксама финансијских институција према афроамеричким грађанима Сједињених Америчких Држава. У оквиру овог периода, она издваја пет различитих фаза које илуструју развојни процес оснивања ових банака, а то су:

#### 1888-1928
Године 1851. одржан је један од првих састанака који је покренуо процес оснивања банака у власништву Афроамериканаца, иако идеје и њихова примена нису заживеле све до 1888. године. Током овог периода основано је приближно 60 банака у власништву Афроамериканаца, што је омогућило црначком становништву приступ кредитима и другим банкарским услугама које банке у власништву белаца нису нудиле Афроамериканцима.

#### 1929-1953
Током овог периода отворено је само пет банака, док је велики број банака у власништву Афроамериканаца био приморан да се затвори, што је резултирало просечним животним веком од девет година за њихово пословање. Како су Афроамериканци наставили да мигрирају ка северним урбаним подручјима, суочавали су се са високом стопом незапослености, јер су белци преузимали њихова радна места. У то време, читав банкарски сектор у Сједињеним Државама налазио се у стагнацији, а мање банке су биле још више погођене због већих стопа затварања и нижих стопа отплате кредита. Прве групе банака улагале су своју добит назад у афроамеричку заједницу, док су банке основане у овом периоду своје финансије углавном улагале у хипотекарне кредите, братска удружења и америчке државне обвезнице.

#### 1954-1969
Током овог периода основано је још око 20 банака, док су Афроамериканци постали активни грађани, учествујући у различитим друштвеним покретима усмереним на економску равноправност, боље стамбене услове, боља радна места и десегрегацију друштва. Десегрегација је довела до тога да ове банке више нису могле искључиво да се ослањају на афроамеричку заједницу за пословање, већ су биле приморане да се позиционирају на отвореном тржишту, исплаћујући конкурентне плате својим запосленима и задовољавајући потребе целокупног друштва, а не само афроамеричке заједнице.

#### 1970-1979
Урбана деиндустријализација је била у току, што је довело до значајног пораста броја банака у власништву Афроамериканаца, при чему је у овом периоду основано 35 банака. Иако је ова економска промена омогућила отварање већег броја банака, она је додатно осиромашила афроамеричке заједнице, јер је стопа незапослености наставила да расте услед преласка тржишта рада са неквалификованих послова на радна места у државном сектору.

#### 1980-1990
Током овог периода основано је приближно 20 банака, које су се такмичиле са другим финансијским институцијама у пружању финансијских услуга по нижим трошковима.

#### 2000-те
Ден Имерглак пише да су 2003. године мала предузећа у афроамеричким насељима и даље добијала мање зајмова, чак и када се узму у обзир густина пословања, величина предузећа, индустријска структура, приход насеља и кредитни квалитет локалних предузећа. Грегори Д. Сквајрс је 2003. године написао да је јасно да је раса дуго утицала и наставља да утиче на политике и праксе осигуравајуће индустрије. Радници који живе у унутрашњим градским областима Сједињених Држава теже проналазе посао у поређењу са радницима из предграђа, што несразмерно погађа афроамеричке раднике.
Књига Рича Бенџамина Searching for Whitopia: An Improbable Journey to the Heart of White America открива стање стамбене, образовне и друштвене сегрегације. Анализирајући расну и класну сегрегацију, књига документује миграцију белих Американаца из урбаних центара у мање градове, приградске и руралне заједнице. Током 20. века, расна дискриминација била је намерна и систематска. Данас су расна сегрегација и поделе резултат политика и институција које више нису изричито дизајниране да дискриминишу, али њихове последице и даље имају негативан расни утицај, посебно у виду сегрегације.

### Транспорт
Локалне аутобуске компаније спроводиле су сегрегацију у градским аутобусима. Ово је изазвано у Монтгомерију, у Алабами, када је Роза Паркс одбила да уступи своје место белом путнику, као и од стране свештеника Мартина Лутера Кинга Млађег, који је организовао бојкот аутобуског превоза у Монтгомерију (1955–1956). Савезна тужба у Алабами, Browder v. Gayle (1956), била је успешна на нивоу окружног суда, који је прогласио законе о сегрегацији у аутобусима Алабаме незаконитим. Ову одлуку је потврдио и Врховни суд.
Године 1961, директор Конгреса расне једнакости Џејмс Фармер, други чланови Конгреса расне једнакости и неки чланови Студентског ненасилног координационог комитета путовали су као мешовита група, позната као "Борци за слободу" (Freedom Riders), у аутобусима компаније Greyhound из Вашингтона ка Њу Орлеансу. У неколико држава су били изложени насиљу. У Анистону, у Алабами, чланови Кју-клукс-клана напали су аутобусе и запалили један од њих. Након што је амерички државни тужилац Роберт Ф. Кенеди у почетку оклевао да предузме мере и позивао возаче на уздржаност, на крају је попустио. Позвао је Међудржавну трговинску комисију да изда наредбу о десегрегацији аутобуса, возова и свих пратећих објеката, као што су станице, тоалети и чесме за воду.

## Ефекти

### Образовање
Сегрегација у образовању има значајне друштвене последице. Предрасуде са којима се сусрећу многи млади Афроамериканци изазивају им претеран стрес, за који је доказано да омета когнитивни развој. Ерик Ханушек и његови коаутори испитивали су утицај расне концентрације у школама и дошли до значајних закључака. Чини се да већа концентрација афроамеричких ученика у школама систематски и физички наноси штету управо тим ученицима. Ови ефекти се не протежу на беле и хиспаноамеричке ученике, што имплицира да су повезани са интеракцијом међу вршњацима, а не са квалитетом школе. Штавише, чини се да је утицај веће концентрације афроамеричких ученика најизраженији код ученика са високим академским постигнућем.
Чак и Афроамериканци из сиромашних унутрашњих градских језгара који похађају универзитете могу постићи слабије академске резултате због бриге о породици и пријатељима који и даље живе у сиромаштвом погођеним градским центрима. Образовање се такође користи као средство за одржавање хиперсегрегације. Агенти за некретнине често имплицитно користе расни састав школа као начин да привуку беле купце у сегрегисане прстенове који окружују унутрашњи град.
Проценат црне деце која похађају интегрисане јавне школе је на најнижем нивоу од 1968. године. Израз „амерички апартхејд“ коришћен је у контексту разлике између белих и црначких школа у Америци. Они који ову неједнакост пореде са апартхејдом често истичу неједнако финансирање школа у којима доминирају афроамерички ученици.
У Чикагу је, током школске 2002–2003. године, 87% ученика у јавним школама било афроамеричког или хиспаноамеричког порекла, док је мање од 10% чинила бела деца. У Вашингтону 94% ученика било је афроамеричког или хиспаноамеричког порекла, док је белих ученика било мање од 5%.
Џонатан Козол је ову тему детаљно анализирао у својој књизи Срамота нације: Обнова апартхејдског школства у Америци (2005).

Израз „нови амерички апартхејд“ односи се на тврдњу да су амерички закони о дрогама и криминалу у пракси усмерени против Афроамериканаца на основу расе. Радикално левичарски [потребан извор] веб-магазин ZNet објавио је серију од четири чланка под називом „Нови амерички апартхејд“, у којој је повукао паралеле између поступања америчког правосудног система према Афроамериканцима и апартхејда:
„Модерни затвореници заузимају најниже друштвене слојеве, што је одувек био случај. Савремени затворски систем (заједно са локалним затворима) представља колекцију гета или сиротишта резервисаних првенствено за неквалификоване, необразоване и немоћне. У све већем броју, овај систем је намењен расним мањинама, посебно Афроамериканцима, због чега га називамо новим америчким апартхејдом. Овај сегмент америчког друштва доживео је неке од најдрастичнијих падова прихода и мета је репресије због учешћа у трговини дрогом и насиља које проистиче из недостатка легитимних средстава за остварење циљева.“
Пошто се образовање у Сједињеним Државама финансира углавном из локалних и државних прихода, квалитет образовања значајно варира у зависности од географске локације школе. У многим подручјима, образовање се финансира приходима од пореза на имовину, што значи да постоји директна корелација између вредности некретнина и износа новца који се издваја за школовање локалне омладине.
Попис становништва у Сједињеним Државама из 2010. године показао је да је 27,4% свих Афроамериканаца живело испод границе сиромаштва, што је највећи проценат међу свим етничким групама у Сједињеним Државама. Због тога су у претежно афроамеричким насељима, која су често означена као „гета“, средства за образовање изузетно ограничена. Овај феномен се назива „финансијска сегрегација“.
Предузете су одређене мере како би се мање имућним породицама омогућило да школују своју децу. Председник Роналд Реган је 22. јула 1987. године увео Закон о помоћи бескућницима McKinney–Vento. Овај закон је имао за циљ да омогући деци да успеју у образовању чак и ако њихове породице немају стално место боравка.
Лео Стегман, самохрани афроамерички родитељ из Берклија у Калифорнији, чија је ћерка добила значајну помоћ захваљујући овом закону, написао је 20. октобра 2012. године: „Током школовања, моја ћерка је имала право на бесплатан школски оброк и добијала је помоћ у оквиру Закона о образовној подршци бескућницима McKinney–Vento. Свесна је да је њен успех резултат њеног труда, али често се питам где би била без помоћи коју је добила захваљујући овом закону. Многи ученици Берклијеве средње школе своје дипломирање и успех дугују управо овој подршци.“
Лео затим напомиње да „већина ученика који добијају помоћ у оквиру овог закона припада црначкој и латиноамеричкој заједници.“
Доносени су и други закони с циљем да се омогући сиромашној омладини прилика за успех. Један од њих је Закон „Ниједно дете не сме бити запостављено“ из 2001. године. Овај закон је имао за циљ да повећа одговорност јавних школа и њихових наставника увођењем стандардизованог тестирања, које је служило као показатељ успешности школа у образовању својих ученика.
Школе које су више пута бележиле лоше резултате добијале су већу пажњу и додатну помоћ од федералне владе. Један од очекиваних исхода овог закона био је сужавање јаза у академским постигнућима између друштвених класа и различитих раса у Сједињеним Државама кроз успостављање заједничких стандарда за све ученике. Међутим, резултати тестова показују да су се оцене мањинске деце побољшавале истом брзином као и оцене белих ученика, чиме је разлика и даље остала.
Роланд Г. Фрајер Млађи са Универзитета Харвард примећује: „Нужно постоји компромис између академског успеха и одбацивања од стране вршњака када потичете из групе која традиционално постиже слабе резултате, нарочито када та група дође у контакт са већином.“
Дакле, поред економских и историјских узрока расне образовне сегрегације, постоје и социјалне норме које представљају додатне препреке које мањинске групе морају савладати како би постигле успех у образовању.
Мисисипи је једна од америчких држава у којој су неке јавне школе и даље високо сегрегиране, слично као 1960-их, када је дискриминација против црнаца била изузетно раширена. У многим заједницама у којима црна деца чине већину, бела деца углавном похађају мала приватна школска здања. Главна академска институција у држави, Универзитет Мисисипија, уписује веома мали број афроамеричких и латиноамеричких студената. Ове школе би требало да буду симбол високог образовања и успешног дипломирања, али се дешава супротно.
Приватне школе у Џексону и мањим градовима углавном похађају белци. Сегрегација у школама и даље постоји у Мисисипију, Јужној Каролини и другим заједницама, где су белци и даље одвојени од црнаца.
Сегрегација није ограничена само на области дубоког Југа. У Њујорку, 19 од 32 школска округа има мањи број белих ученика. Врховни суд Сједињених Држава покушао је да реши проблем сегрегације у школама пре више од шест деценија, али сиромашни и обојени ученици и даље немају једнаке могућности у образовању.
Упркос оваквој ситуацији, Канцеларија за владину одговорност објавила је извештај од 108 страница који показује да је од 2000. до 2014. године проценат сиромашних црних или хиспанских ученика у америчким јавним школама порастао са 9 на 16 одсто.

### Здравство
Још један утицај хиперсегрегације огледа се у здрављу становника одређених подручја. Сиромашни унутрашњи градови често немају приступ здравственој заштити која је доступна у спољашњим деловима. Изолованост ових подручја од остатка друштва значајно доприноси лошем здравственом стању њихових становника.
Пренасељени животни услови унутар градова, узроковани хиперсегрегацијом, доводе до чешћег ширења заразних болести, као што је туберкулоза. Ова појава је позната као „епидемијска неправда“, јер расне групе које су ограничене на одређено подручје бивају знатно чешће погођене у односу на оне које живе ван њега.
Сиромашни становници унутрашњих градова суочавају се и са другим факторима који негативно утичу на њихово здравље. Истраживања су показала да су у сваком већем америчком граду хиперсегрегисани Афроамериканци знатно изложенији опасним нивоима ваздушних токсина. Свакодневно удисање загађеног ваздуха значајно повећава ризик од болести међу Афроамериканцима који живе у овим подручјима.
Поред еколошких проблема као што су загађеност ваздуха и изложеност токсинима, Афроамериканци се суочавају и са бројним другим препрекама које проистичу из система који их окружује. На пример, здравствена заштита није једнако доступна свима, било због географске удаљености, било због недостатка превоза. Осим тога, Афроамериканке су чешће изложене неправилним дијагнозама и неадекватном лечењу хроничних болести. Иако се то не дешава код сваког лекара у САД-у, овакве околности стварају неповерење између Афроамериканки и њихових здравствених радника, што доводи до оклевања у тражењу медицинске помоћи, а на крају и до још тежих здравствених проблема.
Студија из 2024. године показала је да је стамбена сегрегација довела до негативних исхода при рођењу код новорођенчади афроамеричког порекла која не припадају хиспанској популацији, док слични ефекти нису забележени код новорођенчади белаца који такође не припадају хиспанској популацији.

### Злочин
Једна од области у којој хиперсегрегација има највећи утицај јесте насиље које доживљавају становници. Укупни број насилних злочина у Сједињеним Државама је опао – број убистава је од 1980-их до 1990-их смањен за 9%. Упркос томе, стопа криминала у хиперсегрегираним унутрашњим градским подручјима наставила је да расте. До 1993. године, млади Афроамериканци имали су једанаест пута већу вероватноћу да буду смртно рањени ватреним оружјем и девет пута већу вероватноћу да буду убијени у поређењу са својим белим вршњацима. Сиромаштво, висока незапосленост и нестабилне породичне структуре – фактори који су знатно чешћи у хиперсегрегираним урбаним срединама – значајно доприносе неједнаким нивоима насиља које доживљавају Афроамериканци. Истраживања су показала да што је околни бели приградски појас више сегрегиран, стопа насилног криминала у унутрашњем граду расте, док истовремено стопа криминала у спољним подручјима опада.

### Сиромаштво
Једно истраживање показује да расна резиденцијална сегрегација у одређеном подручју повећава стопу сиромаштва међу афроамеричким становништвом и укупне разлике у приходима између црнаца и белаца, док истовремено смањује стопу сиромаштва и економску неједнакост унутар белачке популације.

### Самохрано родитељство
Једно истраживање показује да Афроамериканци који живе у сегрегираним метрополитанским подручјима имају већу вероватноћу да постану самохрани родитељи у поређењу са онима који живе у интегрисанијим срединама. Особе које живе у сиромаштву такође имају повећану вероватноћу да постану самохрани родитељи.

### Јавна потрошња
Истраживања показују да сегрегација по расним линијама доприноси неједнакостима у јавним добрима. Белци и Афроамериканци у сегрегираним подручјима знатно чешће подржавају различите кандидате за градоначелника него у интегрисанијим срединама, што отежава постизање консензуса. Недостатак консензуса доводи до нижег нивоа јавне потрошње.

### Цене
У априлу 2017. године, Метрополитански плански савет у Чикагу и Урбани институт, истраживачки центар са седиштем у Вашингтону, објавили су студију која процењује да расна и економска сегрегација кошта Сједињене Државе милијарде долара сваке године. Анализирани су статистички подаци (1990–2010) из најмање 100 урбаних центара. Ова студија је показала да је економска сегрегација која погађа Афроамериканце повезана са вишим стопама убистава.

## Систем касте
Научници попут В. Лојда Ворнера, Џералда Беремана и Изабел Вилкерсон описали су распрострањену праксу расне сегрегације у Америци као аспект система касте својственог Сједињеним Државама. У својој књизи Caste: The Origins of Our Discontents (2020), Вилкерсон је систем расне сегрегације и дискриминације у САД упоредила са системима касте у Индији и нацистичкој Немачкој, наводећи га као један од примера кастинског устројства. Према њеном мишљењу, ова три система испољавају кључне одлике касте: божанско или природно оправдање система, наследност касте, ендогамију, веровање у чистоћу, професионалну хијерархију, дехуманизацију и стигматизацију нижих касти, терор и окрутност као методе спровођења и контроле, као и уверење у надмоћ владајуће касте.